# Caroline Martens (golfer)
Caroline Martens Larsen (Oslo, 27 december 1986) is een golfprofessional uit Noorwegen.

## Amateur
Caroline zat in het nationale team en vertegenwoordigde haar land in zeven internationale toernooien. Ze kreeg een studiebeurs voor de Louisiana State University en studeerde van 2005-2009 psychologie met een specialisatie voor autistische kinderen.
Caroline spreekt Noors, Zweeds, Duits, Engels een beetje Spaans. 

### Gewonnen
- 2004: Norwegian Junior Championship

### Teams
- Europees Landen Team Kampioenschap

## Professional
Caroline werd in 2010 professional. Ze speelt op de Nordea Tour, de LET Access Series en op de Europese Tour (LET). In 2012 werd bekendgemaakt dat zij deel uitmaakt van het team dat in 2016 naar de Olympische Zomerspelen  gaat.